# Línea 106 (Rosario)
Línea 106 es una línea de transporte urbano de pasajeros de la ciudad de Rosario, Argentina. El servicio está actualmente operado por la empresa Movi. 
Su recorrido cubre parcialmente el que realizó la línea 106 hasta fines del año 1998. 
Anteriormente el servicio era prestado en sus orígenes (ca. 1970) y bajo la denominación de línea 207 por la empresa La Costera del Norte SRL, devenida luego en Empresa Zona Norte SRL y luego en Micro Ómnibus Norte SA. Cambia de operador pasando a manos de Empresa 1.º de Mayo SRL (cambiando a su vez en 1986 la denominación a línea 106) hasta la quiebra de dicha razón social durante la segunda mitad del año 1993. En septiembre de 1993 es adjudicada a la empresa Transportes Automotores General Azcuénaga SRL. Años después, tras la quiebra de ésta, su siguiente operador pasa a ser la Empresa 20 de Junio SRL. Tras la quiebra de esta última, el servicio de esta línea desaparece hacia fines del año 1998. 
Desde el 3 de diciembre de 2012, mediante convenio entre las localidades de Ibarlucea y Rosario, se crea la línea 106 con recorrido hacia la localidad de Ibarlucea. 
Con el objeto de reordenar la prestación de servicio de transporte público en el área, la línea 106, mediante su nueva operadora, el Grupo Rosario Bus, conecta el barrio Municipal (sector oeste de Nuevo Alberdi) y la localidad de Ibarlucea con las demás líneas del sistema.
El 20 de julio de 2019, la empresa Movi se hizo cargo de la línea 106.

## Recorridos
Servicio diurno y nocturno. 

### Cartel Rojo Manuel García y Baigorria
IDA:Desde Isola, Nale Roxlo, Sánchez de Thompson, Hipócrates, José María Gutiérrez, Pavón, Continuando por Necochea, Gaboto, Buenos Aires, Bouvlevard 27 de Febrero, Maipú, Santa Fe, Corrientes, Catamarca, San Nicolás, Salta, Continuando por Avenida Alberdi, Continuando por Metrobús Norte (Rosario) Avenida Alberdi, Bouvlevard General José Rondeau, Avenida Sorrento, Avenida Casiano Casas, Calle 1345 Hasta Manuel García y Baigorria.
Regreso:Desde Baigorria, Avenida Casiano Casas, Avenida Sorrento, General Pacheco, Continuando por Avenida Travesía Albert Sabín, Avenida Alberdi, Salta, Entre Ríos, San Lorenzo, Francisco Narciso de Laprida, Amenabar, Colón, Ayolas, Berutti, Continuando por Avenida Abanderado Grandoli, Lola Mora, Hipócrates, Estebán de Luca, Avenida Abanderado Grandoli, Juan María Gutiérrez, Hasta Ministros Santafesinos.

### Cartel Negro Ibarlucea
IDA:Desde Isola, Nale Roxlo, Sánchez de Thompson, Hipócrates, Juan María Gutiérrez, Pavón, Continuando por Necochea, Gaboto, Buenos Aires, Bouvlevard 27 de Febrero, Maipú, Santa Fe, Corrientes, Catamarca, San Nicolás, Salta, Continuando por Avenida Alberdi, Central Argentino, Avenida Travesía Albert Sabín, Continuando por Pacheco, Avenida Sorrento, Darregueira, Marull, Continuando por Avenida Sorrento, Avenida Casiano Casas, Ghiraldo, Manuel García, Larrechea, Avenida Casiano Casas, Baigorria, Cruce Avenida Circunvalación 25 de Mayo, Ruta Nacional 34, Avenida Joaquín Suárez, Ruta Nacional 34, Ruta Provincial 34, Avenida Rosario, Hasta Saavedra.
Regreso:Desde Saavedra, Avenida Rosario, Ruta Provincial 34, Ruta Nacional 34, Grandoli, Avenida Joaquín Suárez, Ruta Nacional 34, Cruce Avenida Circunvalación 25 de Mayo, Baigorria, Avenida Casiano Casas, Avenida Sorrento, General Pacheco, Continuando por Avenida Travesía Albert Sabín, Avenida Alberdi Continuando por Salta, Entre Ríos, San Lorenzo, Laprida, Amenabar, Colón, Ayolas, Berutti, Continuando por Avenida Abanderado Grandoli, Avenida Uriburu, Colón, Estebán de Luca, Avenida Abanderado Grandoli, Juan María Gutiérrez, Hasta Ministro Santafesino.